# 特雷塔赫峰

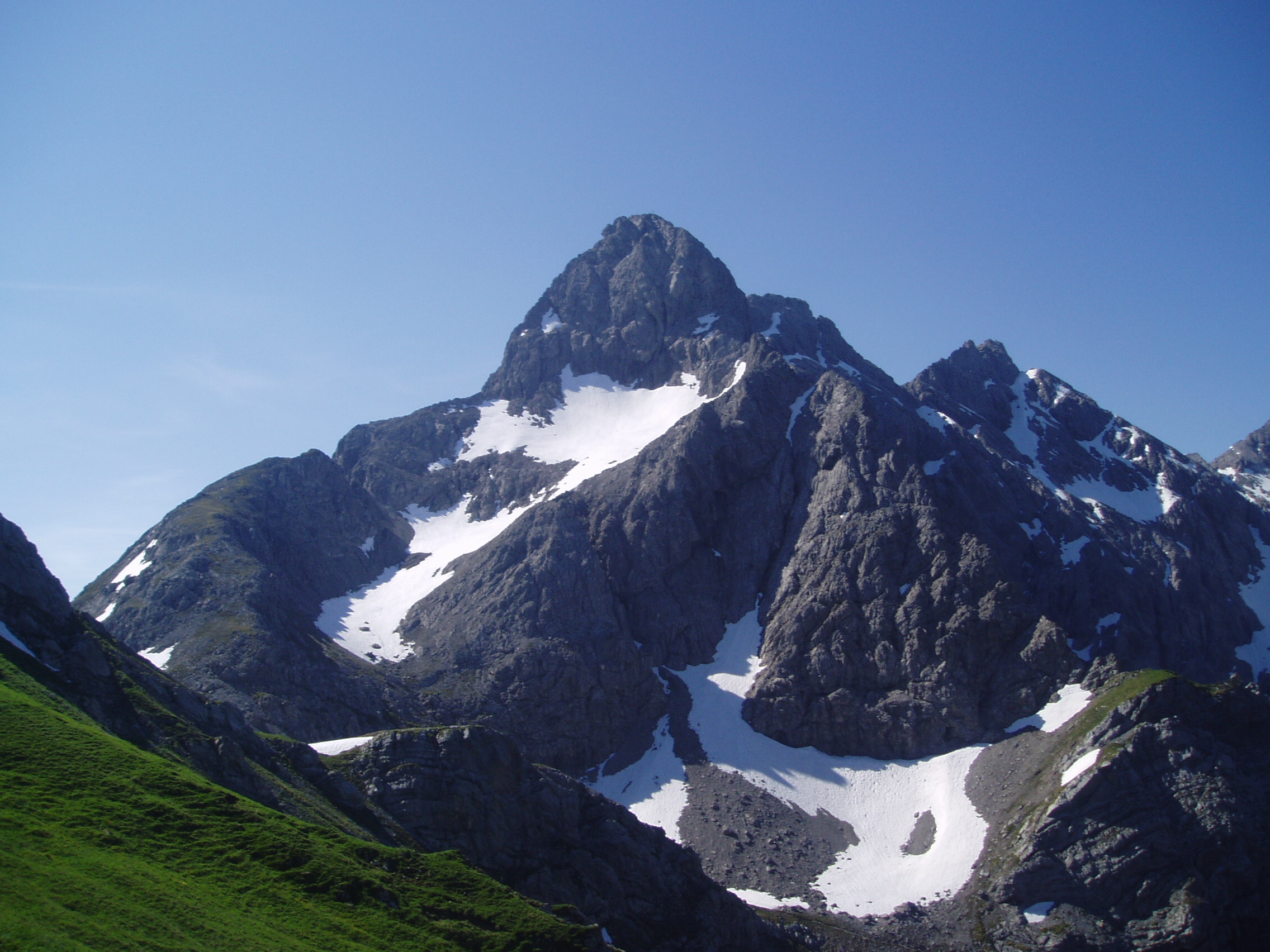

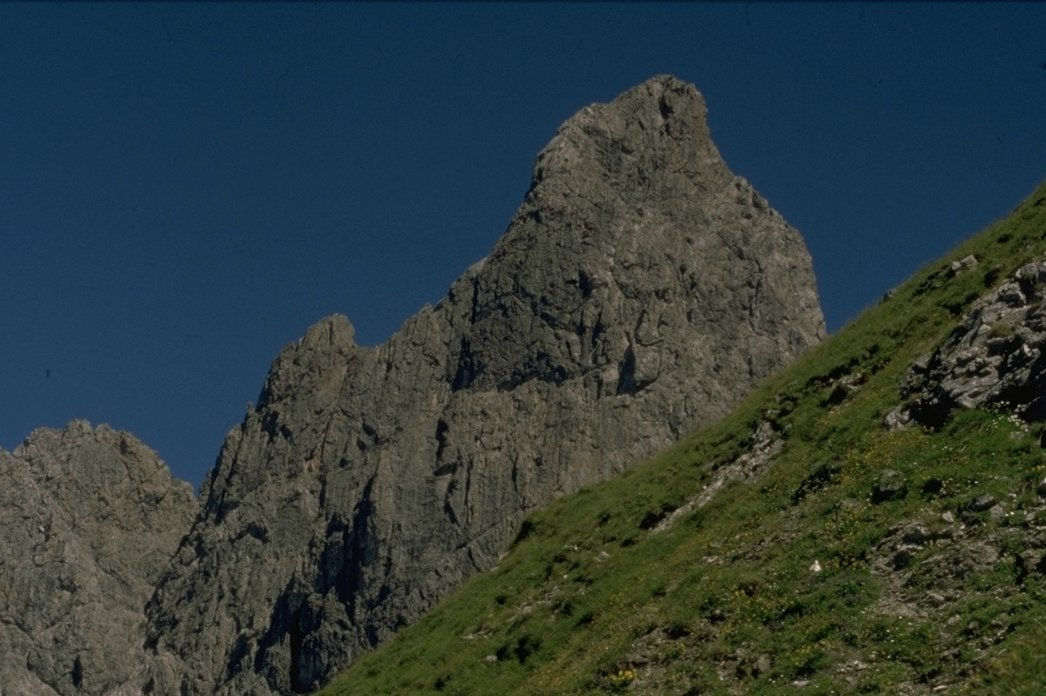

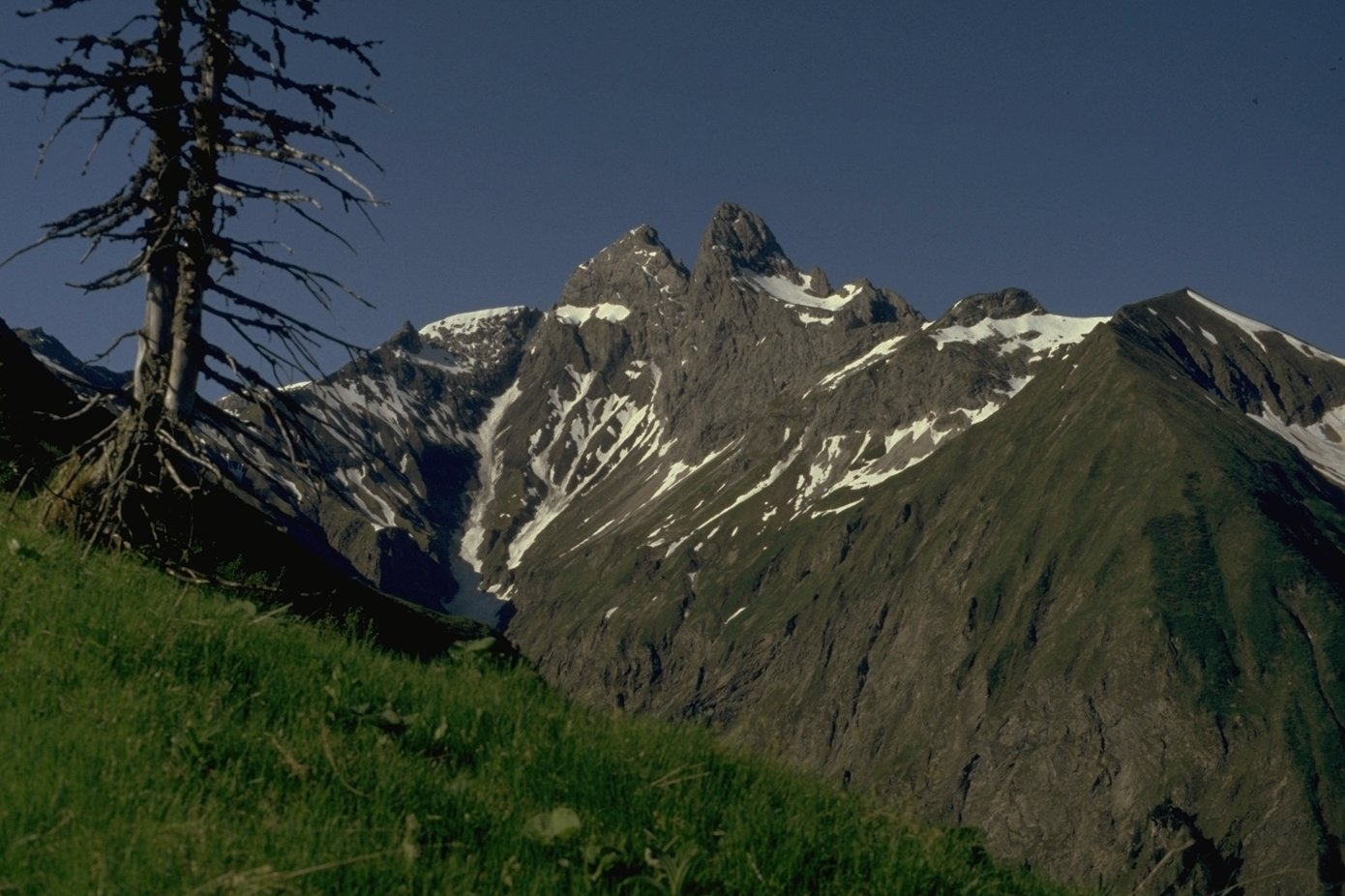

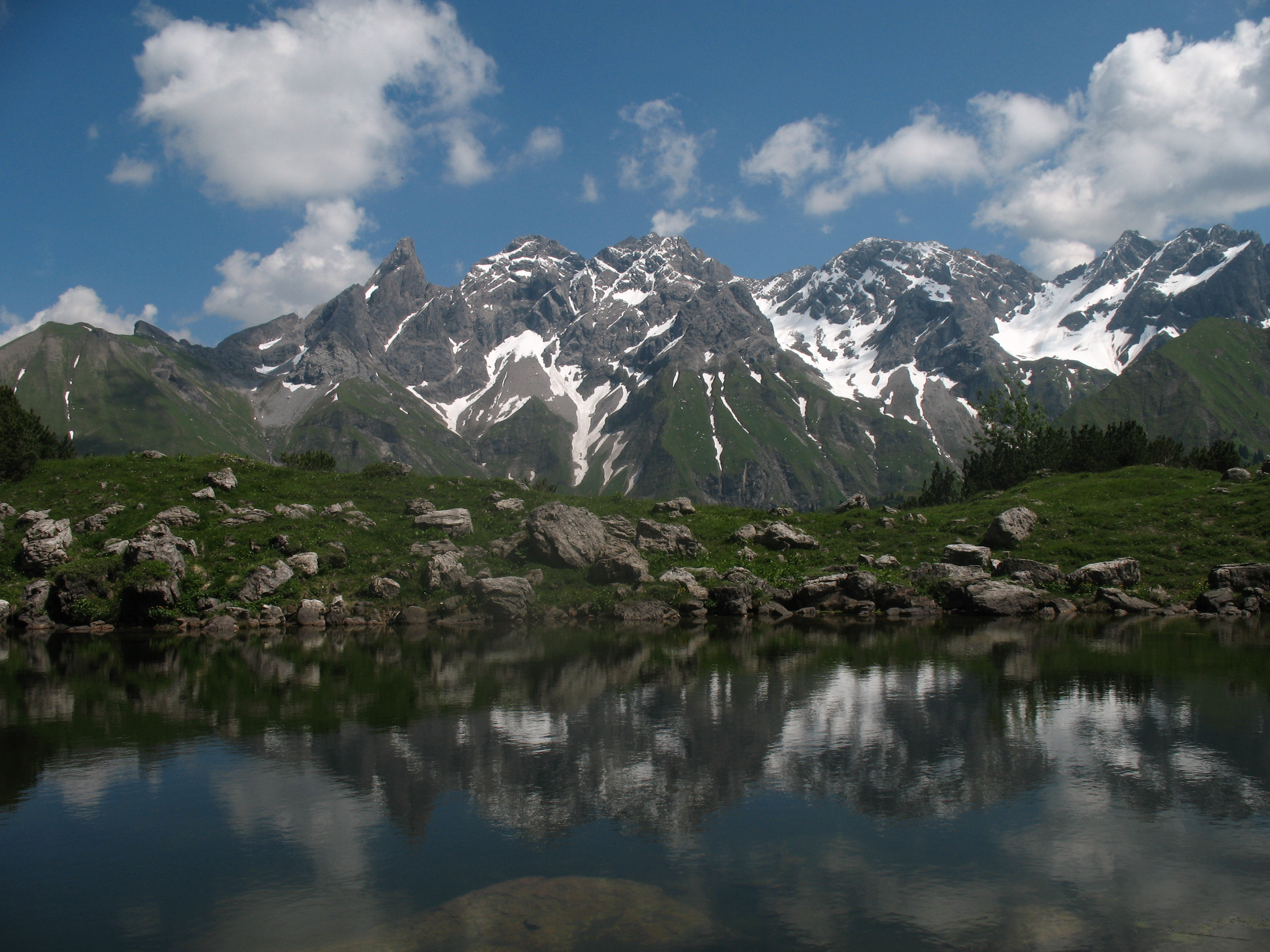

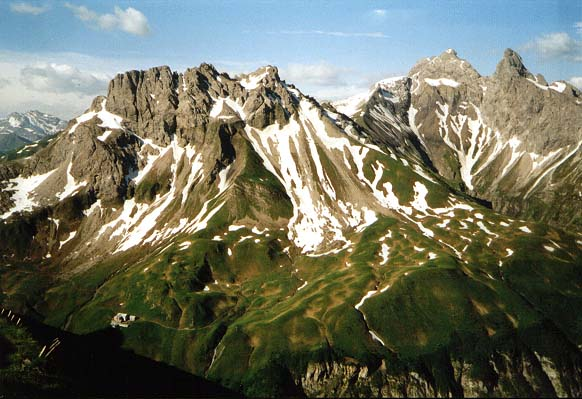

47°18′13″N 10°17′43″E / 47.3036°N 10.2954°E
特雷塔赫峰（德語：Trettachspitze），是德國的山峰，位於該國東南部，由巴伐利亞負責管轄，屬於阿爾高阿爾卑斯山脈的一部分，距離梅德勒加貝爾山0.4公里，海拔高度2,595米，人類在1855年首次登頂。